# 越南宪法
《越南社会主义共和国宪法》 是越南现行宪法，2013年11月28日由第十三届国会通过，并于2014年1月1日生效。这是越南自1976年统一以来通过的第四部宪法。
2013年12月8日，越南国家主席张晋创签发《越南社会主义共和国宪法》第18号主席令和关于公布越南国会颁发关于宪法实施细则决议的第9号主席令。新的《越南社会主义共和国宪法》共有11章120条，较《1992年宪法》减少1章、27条。

## 现行宪法
越南现行宪法，即2013年宪法，包含序言及11章120条：
- 第一章 政治制度
- 第二章 人权、基本公民权利和公民义务
- 第三章 经济、社会、文化、教育、科学、技术和环境
- 第四章 保卫祖国
- 第五章 国会
- 第六章 国家主席
- 第七章 政府
- 第八章 人民法院和人民检察院
- 第九章 地方政府
- 第十章 全国选举委员会和国家审计署
- 第十一章 宪法的效力和宪法的修改

越南政府称，宪法明确指出，越南社会主义共和国是依法治国、民有、民享的社会主义国家、是人民当家作主的国家。所有国家权力属于人民，并以工人、农民和知识分子阶级的联盟为基础。人民通过国会、人民议会和其他国家机构，以直接民主和代议民主的形式行使国家权力。宪法规定，越南在政治、公民、经济、文化和社会领域的人权和公民权根据《宪法》和法律得到承认、尊重、保护和保障。男女公民在所有领域享有平等的权利，包括信仰和宗教自由、言论自由、新闻自由、获取信息、集会、结社、示威、在越南境内自由居住的权利等。权利的行使由法律规定。
非政府组织人权观察对此次修宪表示遗憾，因修宪没有改变越南共产党对国家的领导，以及国家限制人权的能力。修改后的宪法第4条规定，越南共产党不仅是工人阶级的先锋队，而且是人民及国家的先锋队。宪法第65条增加了军队绝对对党忠诚的要求。
宪法第16、31、102和103条的新条款保护言论自由和其他基本权利，并对逮捕和审判等司法过程做出保护，但宪法第14条规定，如果因国防、国家安全、公共秩序、社会安全或社会道德的需要，法律可以对人权进行限制。同样，第24条保障宗教自由和第25条保障言论自由等权利，但也模糊地限定权利需被法律限制。

## 历史
越南民主共和国（北越）及越南社会主义共和国的宪法，有以下五部：
- 1946年《越南民主共和国宪法》（1946年11月9日颁布）
- 1959年《越南民主共和国宪法》（1960年1月1日颁布）
- 1980年《越南社会主义共和国宪法》（1980年12月19日颁布）
- 1992年《越南社会主义共和国宪法》（1992年4月15日颁布）
- 2013年《越南社会主义共和国宪法》（2013年11月28日颁布）

除上述之外，越南共和国（南越）还曾在1956年、1967年颁布两部宪法，但随着1975年越南统一而失效。